# Podlechy (powiat braniewski)
Podlechy – wieś w Polsce położona w województwie warmińsko-mazurskim, w powiecie braniewskim, w gminie Płoskinia.

## Historia
W roku 1599 proboszcz z Płoskini podał do sądu miejscowych chłopów, którzy zalegali z dziesięciną.
W latach 1975–1998 miejscowość należała administracyjnie do województwa elbląskiego. Wieś znajduje się w historycznym regionie Warmia.